# Xankeçən
Xankeçən è un comune dell'Azerbaigian situato nel distretto di Sabirabad. Conta una popolazione di 1 381 abitanti.